# ژوهانسبورگ (کالیفرنیا)
ژوهانسبورگ (به انگلیسی: Johannesburg) یک منطقهٔ مسکونی در ایالات متحده آمریکا است که در شهرستان کرن، کالیفرنیا واقع شده‌است. ژوهانسبورگ ۶٫۲۵۵ کیلومتر مربع مساحت و ۱۷۲ نفر جمعیت دارد و ۱٬۰۷۲ متر بالاتر از سطح دریا واقع شده‌است.